# 뒷맛
뒷맛은 음식을 먹거나 음료를 마시고 난 뒤에 입에서 느끼는 맛이다. 뒷입맛, 여미(餘味), 후미(後味)로도 부른다.
뒷맛은 음식이나 음료를 입에서 꺼낸 직후에 인식되는 음식이나 음료의 맛 강도이다. 다양한 음식과 음료의 뒷맛은 강도와 시간에 따라 달라질 수 있지만, 뒷맛의 공통적인 특징은 음식이나 음료를 삼키거나 뱉은 후에 인지된다는 것이다. 입안의 미각 수용체에서 뇌로의 미각(및 뒷맛) 신호 전달의 신경생물학적 메커니즘은 아직 완전히 이해되지 않았다. 그러나 섬엽에 위치한 일차 미각 처리 영역은 뒷맛 인식에 관여하는 것으로 관찰되었다.